# Муньясия, Дэвид
Дэвид Муньясия (англ. David Munyasia; род. 2 мая 1980) — кенийский боксёр, представитель легчайшей и полулёгкой весовых категорий. Выступал за национальную сборную Кении по боксу в 2000-х годах, бронзовый призёр Всеафриканских игр, победитель и призёр многих турниров международного значения.

## Биография
Дэвид Муньясия родился 2 мая 1980 года.
Первого серьёзного успеха на взрослом международном уровне добился в сезоне 2002 года, когда вошёл в основной состав кенийской национальной сборной и выступил на домашних Африканских военных играх в Найроби, где одержал победу в зачёте легчайшей весовой категории. Также в этом сезоне боксировал на Играх Содружества в Манчестере, уступив в 1/8 финала англичанину Марку Морану.
В 2003 году завоевал бронзовую медаль на Всеафриканских играх в Абудже, выступил на Всемирных военных играх в Катании, но выбыл здесь из борьбы за медали уже в 1/8 финала.
На Африканской олимпийской квалификации 2004 года в Касабланке сумел дойти до финала легчайшего веса, выиграв у всех соперников по турнирной сетке кроме египтянина Мохамеда Абдельсаеда — тем самым удостоился права защищать честь страны на летних Олимпийских играх в Афинах. Тем не менее, выступить на Олимпиаде ему так и не довелось — по прибытии в Грецию Муньясия провалил допинг-тест — в его пробе были обнаружены следы запрещённого вещества катина. В итоге его сняли с соревнований и отстранили на два года.
По окончании срока дисквалификации Дэвид Муньясия вернулся в состав боксёрской команды Кении и продолжил принимать участие в крупнейших международных турнирах. Так, в 2007 году он в полулёгком весе выступил на Всеафриканских играх в Алжире и на Всемирных военных играх в Хайдарабаде.
Пытался пройти отбор на Олимпийские игры 2008 года в Пекине в категории до 57 кг, однако на Африканской олимпийской квалификации в Алжире выбыл из борьбы уже на предварительном этапе.